# سنگ نگاره‌های دره کنده‌ها
سنگ نگاره‌های دره کنده‌ها مربوط به دوران پیش از تاریخ ایران باستان - دوران‌های تاریخی پس از اسلام است و در شهرستان خمین، بخش مرکزی، دهستان آشناخور، روستای آشناخور واقع شده و این اثر در تاریخ ۲۰ اسفند ۱۳۸۵ با شمارهٔ ثبت ۱۸۰۱۸ به‌عنوان یکی از آثار ملی ایران به ثبت رسیده است.